# Илиджа
Илиджа (сербохорв. Ilidža/Илиджа) — город в центре Боснии и Герцеговины. Является административным центром общины Илиджа и главным пригородом Сараево. Недалеко от него находятся аэропорт Сараево и живописный исток реки Босны Врело-Босне.

## География
Расположенный на ровной поверхности на высоте 499 м над уровнем моря, город окружён горами, самая высокая из которых Игман высотой 1502 м видна из любой точки города. Река Железница, приток Босны протекает через центр.
Благодаря мягкому климату и составу вод в Илидже действует курорт.

## История
Первые поселения людей относятся к периоду неолита, так называемой Бутмирской культуре. Во времена римлян место называлось Акви Сулфури (Aquae Sulphurae).
Средневековый город входил в состав региона Верхбосна. Катера, один из двух первых боснийских городов упомянутый Константином Багрянородным в трактате Об управлении империей, был найден на территории Илиджи. Учениками Кирилла и Мефодия основана церковь у ручья Врело-Босне.
Основа современного города заложена под Османским управлением. Тогда город получил своё название от турецкого илидж, «место, которое исцеляет». Сохранились дома в восточном стиле, построенные в XV—XVI веках, а также мечети и мосты.
Илиджа, как и остальная Босния, прошла процесс индустриализации с включением в состав Австро-Венгрии. Появились вокзал, железная дорога, гостиницы, отчего Илиджа стала важнейшим после Сараево городом.